# Rosa María Payá

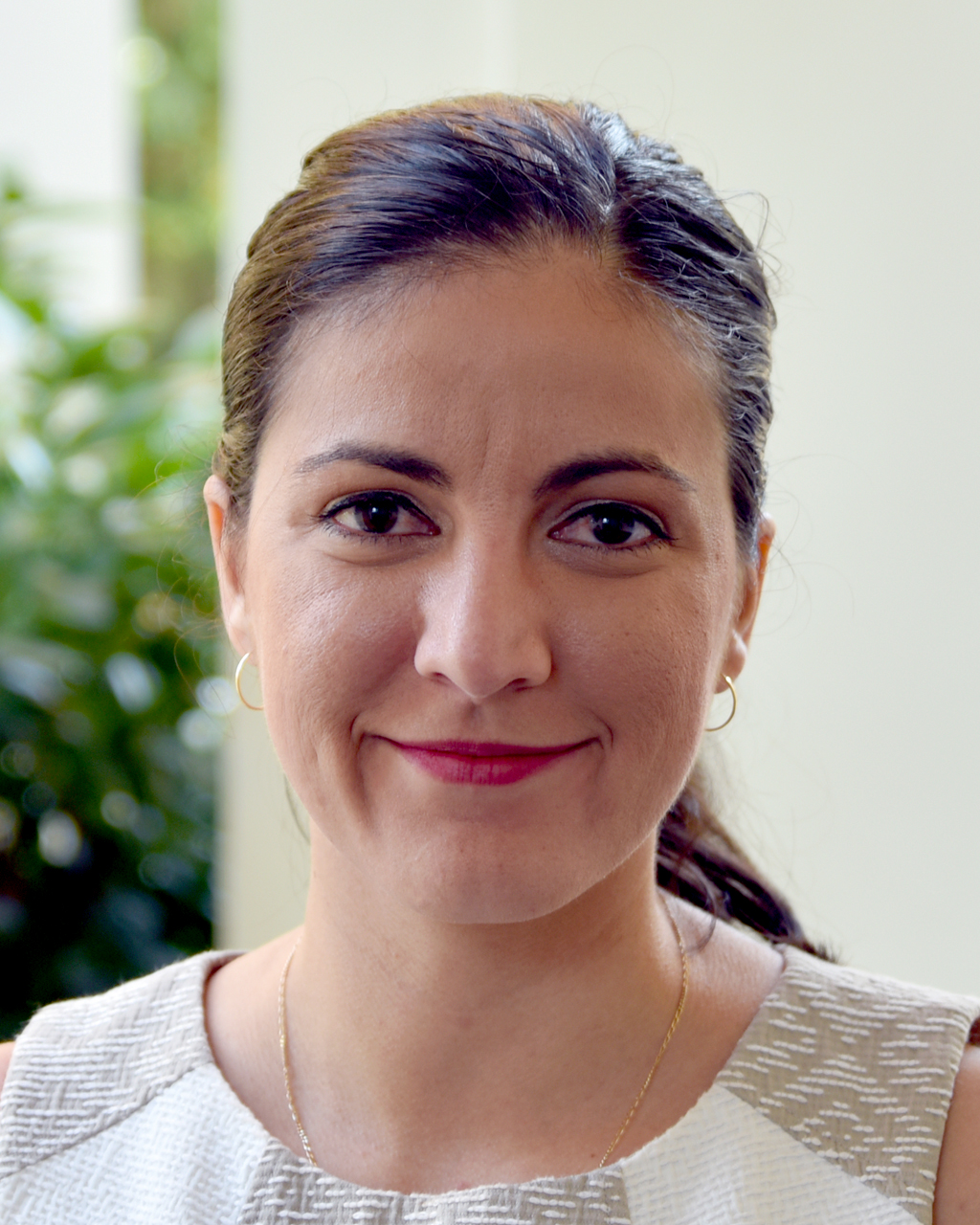
Rosa María Payá (2019)

Rosa María Payá Acevedo (* 10. Januar 1989 in Havanna) ist eine kubanische Dissidentin und Aktivistin für Menschenrechte. Sie ist Tochter des Bürgerrechtlers Oswaldo Payá, der 2012 bei einem mysteriösen Autounfall ums Leben kam. Sie ist Gründerin der Oppositionsbewegung Cuba Decide. Ihr Ziel ist es, Politik und Wirtschaft des Landes zu demokratisieren.

## Leben und Wirken
Rosa María Payá studierte zunächst Physik an der Universität Havanna. Später absolvierte sie das Global Competitive Leadership program der Georgetown University. Danach war sie u. a. als Dozentin und Ehrengast an zahlreichen US- und lateinamerikanischen Universitäten tätig.
Zwar leistete Payá schon zuvor Oppositionsarbeit, in internationales Rampenlicht kam sie jedoch erst nach dem Unfalltod ihres Vaters, 2012, der nicht widerlegten Gerüchten zufolge vom kubanischen Regime inszeniert wurde, ihr Vater also einem politischen Mord zum Opfer fiel. Sie war unter anderem Gegnerin der Entspannungspolitik in den kubanisch-US-amerikanischen Beziehungen unter Barack Obama und ist Befürworterin des US-Embargos gegen Kuba. Während der Proteste am 11. Juli 2021 seien die Menschen für Freiheit und Menschenrechte auf die Straße gegangen. Niemand habe das Embargo erwähnt. Das Embargo zu erleichtern hieße vor allem, dem Regime mehr Mittel zur Unterdrückung des Volkes bereitzustellen. Bei der Bevölkerung selbst würde davon nichts ankommen.
Am 27. Juni 2025 wurde Payá auf der Generalversammlung der Organisation Amerikanischer Staaten in Antigua und Barbuda als Vertreterin der USA die Interamerikanische Kommission für Menschenrechte gewählt.

## Auszeichnungen
- People en Español’s one of the 25 most powerful Latin women of 2014
- Congressional Hispanic Leadership Institute (CHLI) Ileana Ros-Lehtinen International Leadership Award
- Morris Abram Human Rights Award granted by UN Watch
- Casa Cuba Award
- Keys to the City of Miami

## Filme
- Night Is Not Eternal, Dokumentarfilm, 2024[4]